# British Federation of Women Graduates
La British Federation of Women Graduates (en français, Fédération britannique des femmes diplômées) (BFWG) est fondée à Manchester en 1907 sous le nom de British Federation of University Women. Elle prend son nom actuel en 1992.

## Histoire
La réunion préalable à la fondation de la British Federation of University Women se tient en mars 1907, à la Manchester High School for Girls, sur une initiative de Ida Smedley Maclean, alors lectrice de chimie à l'université Victoria. Il s'agit alors d'aider les femmes à obtenir des postes d'enseignement et des fonds pour leurs recherches. Dix-sept femmes sont présentes. Deux mois plus tard, lors d'une nouvelle réunion, en mai 1907, d'autres objectifs apparaissent. Il s'agit de créer une organisation qui permette une expression et des actions concertées des universitaires, dans le domaine de la recherche, de faciliter les échanges et la coopération entre universitaires et d'encourager les femmes à s'investir dans la vie publique locale et nationale. Après Manchester, des sections locales se développent dans d'autres villes universitaires. Glasgow a déjà son association de femmes universitaires depuis 1901 et reste indépendante. Le siège est déplacé à Londres, où Ida Maclean a pris un poste à l'Institut Lister en 1910. La première présidente est Eleanor Mildred Sidgwick, alors principale de Newnham College, de 1909 à 1913. La direction exécutive est assurée conjointement par Ida Maclean, Phoebe Sheavyn et Winifred Cullis.
Des associations sont créées à travers la Grande-Bretagne pour poursuivre ces objectifs en faisant pression sur le gouvernement et en respectant la devise de la BFUW : « Perfectionnons l'art de l'amitié ». Pendant la Première Guerre mondiale, la BFUW crée un registre des femmes universitaires se proposant pour le service public qui est utilisé par le Board of Trade. Les revendications pour l'ouverture des professions aux femmes reprennent après-guerre, même si quelques-unes des membres de l'association ont obtenu des postes institutionnels, dans les gouvernements locaux, notamment la magistrate Sybil Campbell et l'avocate Monica Mary Geikie Cobb. L'avocate écossaise Margaret Kidd est nommée conseillère du roi, et Rose Heilbron est nommée juge à la Haute Cour. Les revendications concernent notamment l'égalité des traitements et l'abolition de l'interdiction du mariage pour les femmes qui travaillent. Le premier prix de l'association est fondé en 1910, et des bourses de recherche (fellowships) sont créées.
En 1919, Caroline Spurgeon et Rose Sidgwick, membres de l'association britannique, et Virginia Gildersleeve, doyenne du Barnard College et représentante de l'American Association of Collegiate Alumnae, jouent un rôle déterminant dans la création de la Fédération internationale des femmes diplômées des universités (FIFDU).
En 1930, l'association britannique compte environ 3 000 membres et 23 associations locales. Elle publie depuis 1919 un bulletin, The University Women's Review. En 1939, elle a 4 000 membres et 27 associations locales et en 1957, 5 000 membres et 46 associations locales. Cependant, cela représente une faible augmentation, sans commune mesure avec la hausse du nombre de femmes universitaires. L'association semble moins attractive pour les jeunes universitaires.
En 1992, l'association prend son nom actuel de British Federation of Women Graduates. Elle a son siège à Londres. L'organisation « cherche à promouvoir les opportunités pour les femmes dans l'éducation et la vie publique en général » et fournit aux « femmes diplômées vivant en Angleterre, en Écosse et au Pays de Galles des informations, un soutien et une amitié, aux niveaux local, régional, national et international ». La BFWG est affiliée à la Fédération internationale des femmes diplômées des universités (FIFDU), devenue Graduate Women International en 2015, dont elle est membre fondateur, et à la University Women of Europe (UWE).

## Actions de l'organisation

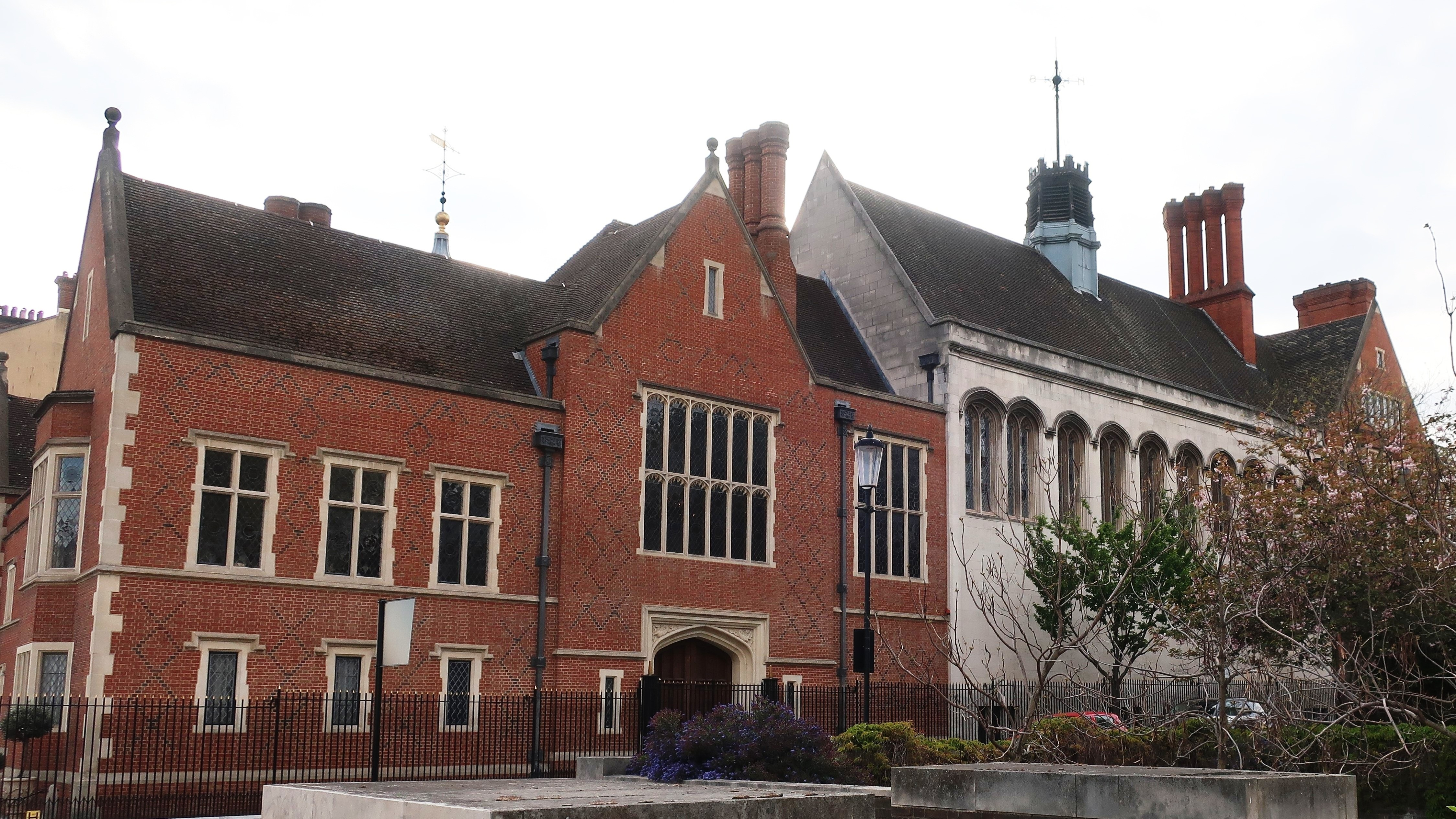
La résidence universitaire de Crosby Hall.

### Bourses d'études et de recherche
Depuis 1912, l'association accorde des bourses pour permettre aux femmes diplômées de poursuivre leurs recherches à l'étranger. Les premières bénéficiaires sont Caroline Spurgeon, Ursula Dronke, Philippa Foot, Christine Hamill ou encore Eila Campbell. Le BFWG Scholarship Fund accorde chaque année des bourses à des femmes en dernière année de doctorat inscrites dans une université britannique.

### Crosby Hall, une résidence pour femmes universitaires à Londres
L'association acquiert à Londres, en 1927, Crosby Hall, une résidence universitaire destinée à accueillir les chercheuses durant leur séjour d'étude.
En 1992, l'association vend Crosby Hall et crée la BFWG Charitable Foundation, connue sous le nom de Funds for Women Graduates (FfWG), qui accorde des bourses d'études aux universitaires.

## Personnalités liées à l'association

### Présidentes connues
La liste complète des présidentes est publiée dans l'ouvrage The Story of the Second 50 years, p. 55,.
- 1907-1909 : Sara Burstall
- 1909-1913 : Eleanor Mildred Sidgwick
- 1909-1918 : Ethel Sargant
- 1919 : Emily Penrose
- 1919-1924 : Caroline Spurgeon
- 1924-1925 : Margaret Tuke
- 1925-1929 : Winifred Cullis
- 1929-1935 : Ida Smedley Maclean
- 1935-1942 : Frances Melville
- 1942-1945 : Helen Wodehouse
- 1945-1950 : Edith Clara Batho
- 1950-1955 : Muriel Bond
- 1955-1958 : Margaret Bowie
- 1958-1961 : Irene Hilton
- 1961-1964 : Constance Arregger
- 1964-1967 : Margaret Lawrence
- 1967-1970 : Edith Joung
- 1970-1973 : Nan Walley
- 1973-1975 : Joyce Dunsheath
- 1975-1978 : Jane Finlay
- 1978-1981 : Diana Gamble
- 1981-1984 : Nancy Catchpole
- 1984-1987 : Vivyenne Rubinstein
- 1988-1990 : Margaret Calvert
- 1990-1993 : Beryl Roper
- 1993-1996 : Griselda Kenyon
- 1996-1999 : Florence Kirkby
- 1999-2002 : Jean MacDonald
- 2002-2005 : Christel Moor
- 2005-2008 : Elizabeth Poskitt
- 2008-2011 : Marianne Haslegrave
- 2011-2014 : Jenny Morley
- 2014-2017 : Gloria Banner
- 2017-2020 : Patrice Wellesley-Cole
- 2020-2023 : Jasmit Phull
- Depuis 2023 : Kay Howell

### Autres personnalités de l'association
- Sybil Campbell, secrétaire et vice-présidente (1947-1977).
- Phoebe Sheavyn, universitaire, enseignante à Somerville College puis à l'université Victoria de Manchester[9]
- Rose Sidgwick, cofondatrice
- Fanny Street, membre[10]
- Hilda Oakeley, vice-présidente (1909-1950)
- Helen Dunsmore, présidente de l'IFUW